# Otto Rudolf Pulch
Otto Rudolf Pulch (* 26. Juni 1921 in Frankfurt am Main; † 5. Juli 2006) war ein deutscher Jurist und Politiker (FDP).

## Leben und Beruf
Nach dem Abitur 1939 in Frankfurt am Main leistete Pulch zunächst Reichsarbeitsdienst und nahm anschließend als Soldat am Zweiten Weltkrieg teil. 1945 geriet er in Kriegsgefangenschaft, aus der er 1946 entlassen wurde.
Pulch nahm ein Studium der Rechts- und Staatswissenschaften an der Universität Frankfurt auf, welches er 1950 mit dem ersten und 1954 mit dem zweiten juristischen Staatsexamen beendete. Er trat anschließend in den Dienst der hessischen Justizverwaltung ein, war als Richter an verschiedenen Amtsgerichten tätig und wurde schließlich Richter einer Großen Strafkammer am Landgericht Frankfurt am Main.
Seit 1966 war er Landesvorsitzender des Deutschen Richterbunds in Hessen und von 1973 bis 1976 dessen stellvertretender Bundesvorsitzender.

## Partei
Pulch war Mitglied der FDP.

## Abgeordneter
Pulch gehörte von 1970 bis 1974 dem hessischen Landtag an und war dort stellvertretender Vorsitzender der FDP-Fraktion. Vom 6. Februar 1975 bis zum 20. Oktober 1976 sowie vom 8. August 1977 bis 1980 war er erneut Mitglied des Landtags. In beiden Fällen war er für den ausgeschiedenen Abgeordneten Heinz Herbert Karry nachgerückt. Er war Vorsitzender des Untersuchungsausschusses, der die Spendenaffäre der Frankfurter SPD aufklären sollte.

## Öffentliche Ämter
Pulch amtierte von 1976 bis 1978 als Staatssekretär im hessischen Innenministerium. Von 1978 bis 1986 war er Präsident des hessischen Rechnungshofs.

## Ehrungen
- Bundesverdienstkreuz I. Klasse, 1981
- Großes Bundesverdienstkreuz, 1986